# Cephalaria goetzei
Cephalaria goetzei là một loài thực vật có hoa trong họ Kim ngân. Loài này được Engl. mô tả khoa học đầu tiên năm 1901.